# Klaudija Bubalo
Klaudija Bubalo (djevojački Klikovac) (17. ožujka 1970.) je bila hrvatska rukometašica. Igrala je na mjestu vanjske igračice.
Za jugoslavensku seniorsku reprezentaciju igrala je na Mediteranskim igrama 1991.
Za hrvatsku seniorsku reprezentaciju igrala je na Mediteranskim igrama 1993. i 1997. godine.
Igrala je za Brodosplit Inženjering.
Pohađala je Osnovnu školu Ante Kovačića u Španskom, gdje je na nagovor učitelja tjelesnog odgoja počela trenirati u ŽRK Lokomotiva.
Sa 170 nastupa bila je rekorderka Jugoslavenske rukometne djevojčadi, a u cijeloj karijeri zabila je preko 750 golova.
Igrala je za francuski klub METZ, s kojim je osvojila francusko prvenstvo i kup.